# Трижды наращённая шестиугольная призма
Три́жды наращённая шестиуго́льная при́зма — один из многогранников Джонсона (J57, по Залгаллеру — П6+3М2).
Составлена из 17 граней: 12 правильных треугольников, 3 квадратов и 2 правильных шестиугольников. Каждая шестиугольная грань окружена тремя квадратными и тремя треугольными; каждая квадратная грань окружена двумя шестиугольными и двумя треугольными; среди треугольных граней 6 окружены шестиугольной и двумя треугольными, другие 6 — квадратной и двумя треугольными.
Имеет 30 рёбер одинаковой длины. 6 рёбер располагаются между шестиугольной и квадратной гранями, 6 рёбер — между шестиугольной и треугольной, 6 рёбер — между квадратной и треугольной, остальные 12 — между двумя треугольными.
У трижды наращённой шестиугольной призмы 15 вершин. В 12 вершинах сходятся шестиугольная, квадратная и две треугольных грани; в 3 вершинах — четыре треугольных.
Трижды наращённую шестиугольную призму можно получить из четырёх многогранников — трёх квадратных пирамид (J1) и правильной шестиугольной призмы, все рёбра у которых одинаковой длины, — приложив основания пирамид к трём попарно не смежным квадратным граням призмы.

## Метрические характеристики
Если трижды наращённая шестиугольная призма имеет ребро длины {\displaystyle a}, её площадь поверхности и объём выражаются как
{\displaystyle S=\left(3+6{\sqrt {3}}\right)a^{2}\approx 13{,}3923048a^{2},}
{\displaystyle V={\frac {1}{2}}\left({\sqrt {2}}+3{\sqrt {3}}\right)a^{3}\approx 3{,}3051830a^{3}.}

## В координатах
Трижды наращённую шестиугольную призму с длиной ребра {\displaystyle 2} можно расположить в декартовой системе координат так, чтобы её вершины имели координаты
- {\displaystyle \left(\pm 1;\;\pm 1;\;\pm {\sqrt {3}}\right),}
- {\displaystyle \left(\pm 2;\;\pm 1;\;0\right),}
- {\displaystyle \left(0;\;0;\;{\sqrt {2}}+{\sqrt {3}}\right),}
- {\displaystyle \left(\pm {\frac {3+{\sqrt {6}}}{2}};\;0;\;-{\frac {{\sqrt {2}}+{\sqrt {3}}}{2}}\right).}

При этом одна из четырёх осей симметрии многогранника будет совпадать с осью Oy, а две из четырёх плоскостей симметрии — с плоскостями xOz и yOz.